# Néstor Pitana
Néstor Fabián Pitana (* 17. června 1975) je bývalý argentinský fotbalový rozhodčí. Soudcoval zápasy Mistrovství světa ve fotbale 2018, Copa América 2015 a Mistrovství světa ve fotbale 2018. Na Mistrovství světa ve fotbale 2018 soudcoval jak úvodní zápas šampionátu mezi Ruskem a Saúdskou Arábií, tak jeho finále mezi Francií a Chorvatskem. Stal se druhým rozhodčím v historii, který soudcoval jak úvodní, tak finálový zápas mistrovství světa (první byl další Argentinec, Horacio Elizondo na MS 2006).